# فائوستو تومئی
فائوستو تومئی (ایتالیایی: Fausto Tommei؛ ‏ ۲۹ ژوئیه ۱۹۰۹ – ۲۳ ژوئیه ۱۹۷۸) بازیگر اهل ایتالیا بود.
وی پس از فارغ‌التحصیلی در رشتهٔ حقوق، کارش را با تئاتر و مدتی بعد به‌عنوان گویندهٔ مجری و کمدین در یک رادیوی محلی در میلان آغاز کرد.
در سال ۱۹۵۶ میلادی، او مجری جشنواره موسیقی سانرمو بود.
از فیلم‌هایی که وی در آن‌ها نقش داشته است، می‌توان به کانتربری ممنوعه، نیروی سرنوشت و بازی‌های ممنوعه پیترو آرتینو اشاره نمود.